# Glòria Muñoz
Glòria Muñoz Pfister (Barcelona, 12 augustus 1949) is een Spaanse kunstschilder en hoogleraar schilderen aan de Universiteit van Barcelona. 

## Leven en werk
De familie van Muñoz was artistiek ingesteld. Ze studeerde in Barcelona aan l'Escola Superior de Belles Arts Sant Jordi. Zij voltooide haar opleiding in 1972. In datzelfde jaar trouwde ze met Josep, wiens vader, schilder en hoogleraar Josep Puigdengolas i Barella haar hielp zodat zij leden van de exclusieve kunstgemeenschap van Barcelona kon ontmoeten. Deze kans, in combinatie met haar ambitie om nieuwe vormen van artistieke expressie te verkennen, bracht haar ertoe schilderijen te maken die herinneren aan de vroege twintigste-eeuwse kunst.  
In 1975, het jaar van haar eerste solotentoonstelling, richtte ze in Barcelona een kunsteducatiecentrum op, met de naam Taller de Dibuix i Pintura. Zij werd in 1985 hoogleraar in de schilderkunst aan de afdeling Schone Kunsten van de Universiteit van Barcelona. In 1990 ontving ze een doctoraat in de beeldende kunst aan dezelfde instelling. In 2000 was ze deelnemer aan het project "Hedendaags  realisme" van het Spaanse Ministerie van Onderwijs.  

## Kunst
In 1980 concentreerde Muñoz zich op het schilderen van landschappen. Haar voornaamste onderwerp was het landschap van Empordà in het noordoosten van Spanje. Ook andere Spaande locaties gebruikte zij als inspiratiebron, zoals Mallorca, Granada, Cap de Creus, Cadaqués, Castelló d'Empúries, El Port de la Selva en Peralada. Ook schilderde ze landschappen in Italië (Toscane) en Frankrijk. Later ging ze ook andere onderwerpen schilderen. Zo schilderde ze stillevens, echter wel met een compositie en perspectief die herinneren aan landschappen. 
In 1993 kreeg ze de kapel van een klooster in Peralada in bezit. Het klooster was door de augustijner nonnen verlaten, zodat ze hier atelier kon inrichten. Deze setting gaf haar veel artistieke inspiratie; zo verwerkte ze details van haar kapel-atelier in haar schilderijen. In haar serie Empty Altars schilderde ze het door de tijd beroerde altaar van de kapel. In deze serie werken vergelijkt ze begrippen zoals vol en leeg, aanwezig en afwezig, levend en dood. Deze begrippen verwijzen symbolisch naar het verstrijken van de tijd en naar de scheiding tussen het spirituele en het wereldse. De relatie tussen de spirituele en de fysieke wereld is een thema dat tijdens haar hele carrière in veel van haar werk terugkomt.  
Haar kleurenpalet bestaat vaak voornamelijk uit blauw- en okertinten. Haar werk laat alledaagse voorwerpen zien, maar er is meestal een diepere betekenis dan de eenvoudige weergave van deze gewone onderwerpen. Zo schildert zij bijvoorbeeld tafels, die meer zijn dan alleen meubels; ze staan symbool voor de unieke en voorbijgaande aard van het menselijk leven. De tafels kunnen verschillende voorwerpen bevatten die een allegorie vormen met het leven. Deze afbeeldingen kunnen bedoeld zijn om een emotionele reactie van de kijker op te roepen. Voor Muñoz kan een tafel met alle voorwerpen die erop staan, de hele wereld vertegenwoordigen, de vele  vormen en configuraties vertegenwoordigen de wisselvalligheden van het leven.  
Muñoz slaagt er vaak in om elementen uit contrasterende werelden en met verschillende waarden, samen te voegen, waarbij de elementen elkaar aanvullen.  

## Tentoonstellingen en werk in openbare verzamelingen
Vanaf 1988 had Muñoz regelmatig solo- en groepstentoonstellingen in galerie Sala Parés, een van de hoog aangeschreven galerieën in Barcelona. 
Haar werk is ook te zien geweest in andere galerieën in Barcelona, maar ook in andere steden, waaronder Bologna, Buenos Aires, Carmel-by-the-Sea, Genève, Gerona, Hongkong, Londen, Madrid, Miami, New York, Olot, Singapore, Straatsburg en Toulouse.      
In 1998 had ze een solotentoonstelling in het Museu d'Art Modern in Tarragona. Haar werk is ook opgenomen in de permanente collectie van dit museum. In 2005 deed ze mee aan een groepstentoonstelling in het museum van Sant Feliu de Guíxols.  
- Biblioteca Nacional de España: XX1151920
- Bibliothèque nationale de France: cb14530828s (data)
- Catàleg d'autoritats de noms i títols de Catalunya: 981058518562606706
- Gemeinsame Normdatei: 1052435181
- International Standard Name Identifier: 0000 0001 0073 8513
- Library of Congress Control Number: n94123959
- Système universitaire de documentation: 069414157
- Virtual International Authority File: 107042627
- WorldCat: E39PBJrwXFrW7frQTDpPM734v3